# Protocolo de Olivos
O Protocolo de Olivos é um protocolo assinado em 18 de fevereiro de 2002 na cidade argentina de Olivos pelos membros do Mercosul, entrando em vigor em 2004, com o objetivo de solucionar controvérsias e de minimizar as suas diferenças. Criou-se, através desse protocolo, o Tribunal Permanente de Revisão (TPR), com o fim de controlar a legalidade das decisões arbitrais. Um estágio seguinte poderá ser a criação de uma corte permanente do Mercosul. O TPR é formado por cinco árbitros designados um por Estado, por um período de dois anos, renovável por até duas vezes consecutivas. A escolha do quinto árbitro será feita por unanimidade, para um período de três anos, não renovável, salvo acordo em contrário.
No caso de dois Estados se envolverem em uma controvérsia, esta será resolvida em primeira instância por arbitragem ad hoc, por árbitros escolhidos dentre uma lista de nomes previamente fornecida pelos Estados. Poderá existir recurso do laudo arbitral ao Tribunal, caso em que será integrado por três árbitros. Dois deles serão nacionais dos dois Estados-parte litigantes e o terceiro, que será o presidente, será sorteado entre os demais árbitros que não sejam nacionais dos referidos Estados. Caso a controvérsia envolva mais que dois Estados, o Tribunal contará com a totalidade de seus árbitros. As votações e deliberações seguirão o princípio majoritário e serão confidenciais. Os laudos do TPR possuirão força de coisa julgada. O TPR será sediado em Assunção mas poderá se reunir, em caso de necessidade devidamente justificada, em outras cidades do Mercosul.
Está previsto no Protocolo de Olivos que os árbitros supracitados deverão ser juristas de reconhecida competência e ter conhecimento do conjunto normativo do Mercosul. Deverão ser imparciais em relação à administração pública e sem interesse de qualquer natureza na controvérsia.